# 马修·平森特
马修·平森特（英語：Matthew Pinsent，1970年10月10日—），英国男子赛艇运动员。他曾代表英国参加1992年、1996年、2000年和2004年夏季奥林匹克运动会赛艇比赛，获得四枚金牌。